# Solís (Uruguay)
Pour les articles homonymes, voir Solis.
Solís est une ville et une station balnéaire de l'Uruguay située dans le département de Maldonado. Sa population est de 303 habitants.

## Population
| Année | Population |
| ----- | ---------- |
| 1963  | 225        |
| 1975  | 289        |
| 1985  | 310        |
| 1996  | 342        |
| 2004  | 303        |

,